# Copromyza stercoraria
Copromyza stercoraria – gatunek muchówki z rodziny Sphaeroceridae i podrodziny Copromyzinae.
Gatunek ten opisany został w 1830 roku przez Johanna Wilhelma Meigena jako Borborus stercoraria.
Muchówka o ciele długości od 3 do 4 mm. Głowa jej charakteryzuje się brakiem szczecinek zaciemieniowych oraz brakiem długich szczecinek na policzku oprócz wibrys. Na tułowiu ma na krawędzi sternopleurów cztery długie szczecinki i rząd krótkich włosków. Pleury są w znacznej części błyszczące. Skrzydła są w pełni wykształcone. Ich użyłkowanie cechuje odcinek żyłki medialnej M1+2 między przednią i tylną żyłką poprzeczną znacznie dłuższy niż jej odcinek wierzchołkowy. Pierwsza i trzecia para odnóży nie ma ząbków na spodzie nasadowych członów stóp. Trzecia para odnóży ma na spodzie goleni długą ostrogę wierzchołkową i pozbawiona jest długich szczecinek anterowentralnych.
Owad znany z Portugalii, Hiszpanii, Andory, Wielkiej Brytanii, Francji, Belgii, Holandii, Niemiec, Danii, Szwecji, Norwegii, Finlandii, Szwajcarii, Austrii, Włoch, Polski, Łotwy, Estonii, Czech, Słowacji, Węgier, Serbii, Czarnogóry, europejskiej części Rosji, Ameryki Północnej i wschodniej Palearktyki: przez Syberię po Kamczatkę.